# تشارلز باربوسا
تشارلز باربوسا (بالبرتغالية: Charles Barbosa‏) هو لاعب كرة قدم برازيلي، ولد في 10 ديسمبر 1997.